# Perinereis suluana
Perinereis suluana är en ringmaskart som först beskrevs av Horst 1924.  Perinereis suluana ingår i släktet Perinereis och familjen Nereididae.
Artens utbredningsområde är Seychellerna. Inga underarter finns listade i Catalogue of Life.